# Ctenopelma orientale
Ctenopelma orientale là một loài tò vò trong họ Ichneumonidae.